# Pigeon-Pea Hill
Pigeon-Pea Hill är en kulle i den nordöstra delen av Saint-Martin, cirka 6,8 kilometer nordost om huvudorten Marigot. Toppen på Pigeon-Pea Hill är 205 meter över havet.